# Online Electric Vehicle

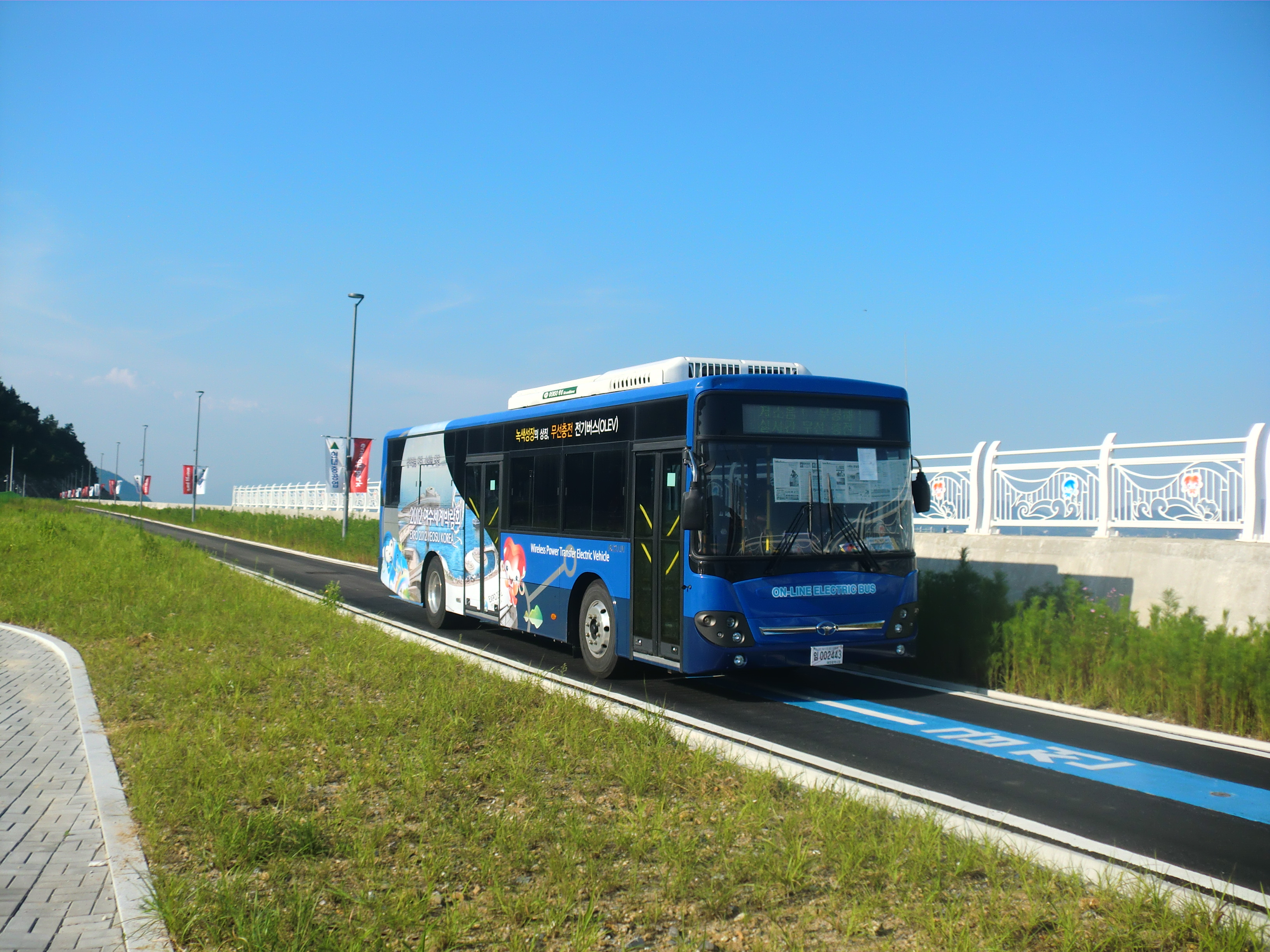
Un bus OLEV lors de l'exposition spécialisée de 2012.

Online Electric Vehicle (OLEV) est type de véhicule électrique utilisant la technologie de rechargement par induction. Le 9 mars 2010, les chercheurs de l'Institut supérieur coréen des sciences et technologies (KAIST) ont lancé un système de transport en commun utilisant une route de rechargement par induction. 
Gumi est la première ville au monde à avoir installé 23 kilomètres de route de rechargement par induction et à y faire circuler deux bus OLEV depuis juillet 2013,.

## Principe
Des câbles enterrés ponctuellement sous la chaussée, notamment aux lieux d'arrêt du véhicule, permettent aux véhicules circulant sur celle-ci, en étant équipés d'une installation compatible, de recharger leurs batteries via la technologie de l'induction. Ce système ne nécessite pas de recharge des véhicules via des bornes de recharge lorsqu'ils sont inutilisés, et permet de réduire par 5 la taille des batteries habituellement embarquées sur ce type de véhicule. Le coût des véhicules était d'environ 470 000 euros (700 millions de wons) pièce en 2013,. En janvier 2015, le KAIST annonce un nouveau système de bus qui permettrait de réduire le coût des véhicules à environ 300 000 euros (400 millions de wons). 

## Reconnaissance
En novembre 2010, la technologie développée par KAIST a été reconnue comme l'une des 50 meilleures inventions de 2010 par le Time.